# La Bataille de France
Pour plus de détails, voir Fiche technique et Distribution.
La Bataille de France est un film documentaire français réalisé par Jean Aurel, sorti en 1964.

## Synopsis
Montage d'archives de la Seconde Guerre mondiale.

## Fiche technique
- Titre : La Bataille de France
- Réalisateur : Jean Aurel
- Commentaire : Cécil Saint-Laurent
- Producteur : Les Films du Zodiac
- Pays de production :  France
- Durée : 86 minutes
- Date de sortie : 
  - France : 3 juin 1964